# كيسة أريمية ثنائية الطبقات
الكيسة ثنائية الصفائح أو القرص الثنائي الطبقات يشير إلى الأديم الخارجي والأريمة التحتانية، التي تطورت من كتلة الخلايا الداخلية. وهاتان الطبقتان تنحشر بين اثنين من البالونات: الكيس المحي البدائي والتجويف الذي يحيط بالجنين.